# 키라르크 아슈크
《키라르크 아슈크》(튀르키예어: Kiralık Aşk)는 2015년부터 2017년까지 방영된 터키의 텔레비전 드라마이다.